# Campeonato Mundial de Natação em Piscina Curta de 2014 - 100 m costas masculino
A prova dos 100 metros nado costas masculino do Campeonato Mundial de Natação em Piscina Curta de 2014 foi disputado entre 3 e 4 de dezembro no Centro Aquático Aspire Sports Complex em Doha.

## Recordes
Antes desta competição, os recordes mundiais e do campeonato nesta prova eram os seguintes:
|    | Nome             | Nacionalidade  | Tempo | Local      | Data                   |
| -- | ---------------- | -------------- | ----- | ---------- | ---------------------- |
| WR | Nick Thoman      | Estados Unidos | 48.94 | Manchester | 18 de dezembro de 2009 |
| CR | Stanislav Donets | Rússia         | 48.95 | Dubai      | 19 de dezembro de 2010 |

## Medalhistas
| Ouro               | Prata                  | Bronze                                  |
| Mitch Larkin (AUS) | Radosław Kawęcki (POL) | Ryosuke Irie (JPN) · Matt Grevers (USA) |

## Resultados

### Eliminatórias
As eliminatórias ocorreram dia 3 de dezembro.  
| Colocação | Bateria | Raia | Nome                 | Nacionalidade                   | Tempo   | Notas |
| --------- | ------- | ---- | -------------------- | ------------------------------- | ------- | ----- |
| 1         | 7       | 1    | Matt Grevers         | Estados Unidos                  | 50.19   | Q     |
| 2         | 9       | 4    | Mitch Larkin         | Austrália                       | 50.54   | Q     |
| 3         | 8       | 6    | David Gamburg        | Israel                          | 50.64   | Q     |
| 4         | 9       | 5    | Benjamin Stasiulis   | França                          | 50.66   | Q     |
| 5         | 8       | 3    | Ryosuke Irie         | Japão                           | 50.72   | Q     |
| 6         | 7       | 4    | Christian Diener     | Alemanha                        | 50.75   | Q     |
| 7         | 8       | 4    | Eugene Godsoe        | Estados Unidos                  | 50.79   | Q     |
| 8         | 7       | 5    | Chris Walker-Hebborn | Reino Unido                     | 50.81   | Q     |
| 9         | 7       | 6    | Stanislav Donets     | Rússia                          | 50.99   | Q     |
| 9         | 9       | 7    | Radosław Kawęcki     | Polónia                         | 50.99   | Q     |
| 11        | 9       | 3    | Guilherme Guido      | Brasil                          | 51.05   | Q     |
| 12        | 8       | 5    | Yuki Shirai          | Japão                           | 51.06   | Q     |
| 13        | 8       | 8    | Lavrans Solli        | Noruega                         | 51.33   | Q     |
| 14        | 7       | 2    | Danas Rapšys         | Lituânia                        | 51.35   | Q     |
| 14        | 9       | 6    | Guy Barnea           | Israel                          | 51.35   | Q     |
| 16        | 8       | 2    | Russell Wood         | Canadá                          | 51.36   | Q     |
| 17        | 8       | 9    | Omar Pinzón          | Colômbia                        | 51.45   |       |
| 18        | 7       | 7    | Simone Sabbioni      | Itália                          | 51.56   |       |
| 19        | 9       | 2    | Niccolo Bonacchi     | Itália                          | 51.65   |       |
| 20        | 7       | 3    | Alexandr Tarabrin    | Cazaquistão                     | 51.92   |       |
| 21        | 7       | 8    | Ryan Pini            | Papua-Nova Guiné                | 51.93   |       |
| 22        | 5       | 9    | Robert Glinta        | Roménia                         | 51.99   |       |
| 23        | 9       | 8    | Lucas Salatta        | Brasil                          | 52.08   |       |
| 24        | 8       | 0    | Apostolos Christou   | Grécia                          | 52.17   |       |
| 25        | 8       | 1    | Gábor Balog          | Hungria                         | 52.30   |       |
| 26        | 4       | 2    | Rexford Tullius      | Ilhas Virgens Americanas        | 52.33   |       |
| 27        | 9       | 1    | Péter Bernek         | Hungria                         | 52.82   |       |
| 28        | 9       | 9    | Martin Baďura        | Chéquia                         | 52.90   |       |
| 29        | 6       | 5    | Viktar Staselovich   | Bielorrússia                    | 52.97   |       |
| 30        | 6       | 6    | Charl Crous          | África do Sul                   | 53.03   |       |
| 31        | 7       | 0    | Lukas Rauftlin       | Suíça                           | 53.08   |       |
| 32        | 8       | 7    | Alexis Santos        | Portugal                        | 53.17   |       |
| 33        | 6       | 1    | Antons Voitovs       | Letônia                         | 53.29   |       |
| 34        | 6       | 4    | Sun Xiaolei          | China                           | 53.41   |       |
| 35        | 9       | 0    | Janis Šaltāns        | Letônia                         | 53.43   |       |
| 36        | 6       | 2    | Martin Zhelev        | Bulgária                        | 53.73   |       |
| 37        | 6       | 8    | Raphaël Stacchiotti  | Luxemburgo                      | 53.79   |       |
| 38        | 7       | 9    | Stephanus Coetzer    | África do Sul                   | 53.88   |       |
| 39        | 5       | 4    | Davíð Aðalsteinsson  | Islândia                        | 54.04   |       |
| 40        | 6       | 9    | Semen Makovich       | Rússia                          | 54.09   |       |
| 41        | 6       | 7    | Charles Hockin       | Paraguai                        | 54.14   |       |
| 42        | 6       | 3    | Marko Krce-Rabar     | Croácia                         | 54.25   |       |
| 43        | 5       | 2    | Andrés Montoya       | Colômbia                        | 54.33   |       |
| 44        | 5       | 0    | Armando Barrera      | Cuba                            | 54.41   |       |
| 45        | 6       | 0    | Kristinn Þórarinsson | Islândia                        | 54.68   |       |
| 46        | 5       | 5    | Lau Shiu Yue         | Hong Kong                       | 54.86   |       |
| 47        | 4       | 1    | Boris Kirillov       | Azerbaijão                      | 54.92   |       |
| 48        | 4       | 5    | Jamal Chavoshifar    | Irão                            | 55.03   |       |
| 49        | 5       | 1    | Roman Dmytrijev      | Chéquia                         | 55.23   |       |
| 50        | 4       | 6    | David van der Cloff  | Botswana                        | 55.37   |       |
| 51        | 5       | 7    | Daniil Bukin         | Uzbequistão                     | 55.46   |       |
| 52        | 5       | 6    | Ryad Djendouci       | Argélia                         | 55.50   |       |
| 53        | 5       | 8    | Matías López         | Paraguai                        | 55.56   |       |
| 54        | 3       | 3    | Matthew Abeysinghe   | Sri Lanka                       | 56.05   |       |
| 55        | 4       | 4    | Lin Shih-chieh       | Taipé Chinesa                   | 56.28   |       |
| 56        | 3       | 1    | Grigorii Kalminskiy  | Azerbaijão                      | 56.36   |       |
| 57        | 5       | 3    | Ng Kai Hong Henry    | Hong Kong                       | 56.41   |       |
| 58        | 4       | 8    | Gorazd Chepishevski  | Macedônia do Norte              | 56.70   |       |
| 59        | 4       | 3    | Merdan Atayev        | Turquemenistão                  | 56.82   |       |
| 60        | 4       | 0    | Driss Lahrichi       | Marrocos                        | 57.31   |       |
| 61        | 3       | 2    | Peter Wetzlar        | Zimbabwe                        | 57.33   |       |
| 62        | 3       | 4    | Rodrigo Suriano      | El Salvador                     | 57.34   |       |
| 63        | 4       | 7    | Soroush Ghandchi     | Irão                            | 57.46   |       |
| 64        | 3       | 5    | Neil Muscat          | Malta                           | 57.55   |       |
| 65        | 4       | 9    | Hamdan Bayusuf       | Quênia                          | 58.01   |       |
| 66        | 3       | 8    | Yaaqoub Al-Saadi     | Emirados Árabes Unidos          | 58.23   |       |
| 67        | 3       | 6    | Aram Kostanyan       | Armênia                         | 58.65   |       |
| 68        | 3       | 9    | Igor Mogne           | Moçambique                      | 58.69   |       |
| 69        | 3       | 0    | Patrick Groters      | Aruba                           | 58.78   |       |
| 70        | 3       | 7    | Maroun Waked         | Líbano                          | 59.17   |       |
| 71        | 2       | 4    | Yum Cheng Man        | Macau                           | 59.81   |       |
| 72        | 2       | 6    | Andrea Barberini     | San Marino                      | 59.93   |       |
| 73        | 2       | 5    | Jeremy Kostons       | Curaçau                         | 1:00.10 |       |
| 74        | 2       | 2    | Jordan Gonzalez      | Gibraltar                       | 1:00.60 |       |
| 75        | 2       | 3    | Noah Al-Khulaifi     | Catar                           | 1:01.34 |       |
| 76        | 2       | 7    | Rony Bakale          | República do Congo              | 1:02.64 |       |
| 77        | 2       | 1    | Nathan Nades         | Papua-Nova Guiné                | 1:02.94 |       |
| 78        | 1       | 3    | Aliasger Karimjee    | Tanzânia                        | 1:04.78 |       |
| 79        | 2       | 0    | J'Air Smith          | Antígua e Barbuda               | 1:05.22 |       |
| 80        | 2       | 8    | Arnold Kisulo        | Uganda                          | 1:05.70 |       |
| 81        | 1       | 5    | Temaruata Strickland | Ilhas Cook                      | 1:05.74 |       |
| 82        | 1       | 4    | Dean Hoffman         | Seicheles                       | 1:06.51 |       |
| 83        | 2       | 9    | Aleksander Ngresi    | Albânia                         | 1:08.85 |       |
| 84        | 1       | 2    | Ahnt Khaung Htut     | Myanmar                         | 1:09.07 |       |
| 85        | 1       | 7    | Storm Hablich        | São Vicente e Granadinas        | 1:10.02 |       |
| 86        | 1       | 8    | Phathana Inthavong   | Laos                            | 1:10.52 |       |
| 87        | 1       | 1    | Tommy Imazu          | Guam                            | 1:12.30 |       |
| 88        | 1       | 6    | Dionisio Augustine   | Estados Federados da Micronésia | 1:12.93 |       |
| 89        | 1       | 0    | Tanner Poppe         | Guam                            | 1:15.96 |       |

### Semifinal
A semifinal  ocorreu dia 3 de dezembro. 

#### Semifinal 1
| Colocação | Raia | Nome                 | Nacionalidade | Tempo | Notas |
| --------- | ---- | -------------------- | ------------- | ----- | ----- |
| 1         | 4    | Mitch Larkin         | Austrália     | 49.62 | Q     |
| 2         | 3    | Christian Diener     | Alemanha      | 50.32 | Q     |
| 3         | 2    | Radosław Kawęcki     | Polónia       | 50.54 | Q     |
| 4         | 5    | Benjamin Stasiulis   | França        | 50.68 | Q     |
| 5         | 6    | Chris Walker-Hebborn | Reino Unido   | 50.76 |       |
| 6         | 7    | Yuki Shirai          | Japão         | 50.85 |       |
| 7         | 1    | Danas Rapšys         | Lituânia      | 50.95 |       |
| 8         | 8    | Russell Wood         | Canadá        | 51.59 |       |

#### Semifinal 2
| Colocação | Raia | Nome             | Nacionalidade  | Tempo | Notas |
| --------- | ---- | ---------------- | -------------- | ----- | ----- |
| 1         | 7    | Guilherme Guido  | Brasil         | 50.12 | Q     |
| 2         | 3    | Ryosuke Irie     | Japão          | 50.16 | Q     |
| 3         | 4    | Matt Grevers     | Estados Unidos | 50.26 | Q     |
| 4         | 6    | Eugene Godsoe    | Estados Unidos | 50.42 | Q     |
| 5         | 2    | Stanislav Donets | Rússia         | 50.69 |       |
| 6         | 5    | David Gamburg    | Israel         | 50.78 |       |
| 7         | 1    | Lavrans Solli    | Noruega        | 51.33 |       |
| 8         | 8    | Guy Barnea       | Israel         | 51.64 |       |

### Final
A final teve sua disputa realizada em 4 de dezembro. 
| Colocação         | Raia | Nome               | Nacionalidade  | Tempo | Notas |
| ----------------- | ---- | ------------------ | -------------- | ----- | ----- |
| Medalha de ouro   | 4    | Mitch Larkin       | Austrália      | 49.57 |       |
| Medalha de prata  | 1    | Radosław Kawęcki   | Polónia        | 50.11 |       |
| Medalha de bronze | 3    | Ryosuke Irie       | Japão          | 50.12 |       |
| Medalha de bronze | 6    | Matt Grevers       | Estados Unidos | 50.12 |       |
| 5                 | 2    | Christian Diener   | Alemanha       | 50.21 |       |
| 5                 | 5    | Guilherme Guido    | Brasil         | 50.21 |       |
| 7                 | 7    | Eugene Godsoe      | Estados Unidos | 50.40 |       |
| 8                 | 8    | Benjamin Stasiulis | França         | 50.86 |       |

Legenda
| Recorde mundial       | Recorde mundial (World record)               |                       | Recorde africano                      | Recorde africano (African) |                                           | Q | Classificado por posição (Qualified) |
| Recorde do campeonato | Recorde do campeonato (Championship record)  | Recorde da América    | Recorde da América (Americas)         | q                          | Classificado por melhor tempo (Qualified) |   |                                      |
| Melhor marca do ano   | Melhor marca do ano (World leading)          | Recorde asiático      | Recorde asiático (Asian)              | DNS                        | Não largou (Did not start)                |   |                                      |
| Recorde nacional      | Recorde nacional (National record)           | Recorde europeu       | Recorde europeu (European)            | DNF                        | Não terminou (Did not finish)             |   |                                      |
| Recorde pessoal       | Recorde pessoal do atleta (Personal best)    | Recorde da Oceania    | Recorde da Oceania (Oceania)          | DSQ / DQ                   | Desclassificado (Disqualified)            |   |                                      |
| Recorde da temporada  | Recorde da temporada do atleta (Season best) | Recorde sul-americano | Recorde sul-americano (South America) | NM                         | Sem marca (No mark)                       |   |                                      |